# Eudasychira
Eudasychira is een geslacht van vlinders van de familie spinneruilen (Erebidae).

## Soorten
- E. abellii Dall'Asta, 1983
- E. amata (Hering, 1926)
- E. ampliata (Butler, 1878)
- E. anisozyga (Collenette, 1960)
- E. audeoudi (Collenette, 1939)
- E. aurantiaca (Kenrick, 1914)
- E. aureotincta (Kenrick, 1914)
- E. bokuma (Collenette, 1960)
- E. calliprepes (Collenette, 1933)
- E. demoulini Dall'Asta, 1983
- E. diaereta (Collenette, 1959)
- E. dina (Hering, 1926)
- E. enigmatica Dall'Asta, 1983
- E. errata Dall'Asta, 1983
- E. eudela (Collenette, 1954)
- E. gainsfordi Dall'Asta, 2009
- E. galactina (Mabille, 1880)
- E. geoffreyi (Bethune-Baker, 1913)
- E. georgiana (Fawcett, 1900)
- E. isozyga (Collenette, 1960)
- E. leucopsaroma (Collenette, 1959)
- E. macnultyi (Collenette, 1957)
- E. metathermes (Hampson, 1905)

- E. nadinae Dall'Asta, 1983
- E. poliotis (Hampson, 1910)
- E. proleprota (Hampson, 1905)
- E. quinquepunctata Möschler, 1887
- E. sciodes (Collenette, 1960)
- E. shabana Dall'Asta, 1983
- E. subeudela Dall'Asta, 1983
- E. sublutescens (Holland, 1893)
- E. subpolia Dall'Asta, 1983
- E. thomensis (Talbot, 1929)
- E. tshuapana Dall'Asta, 1983
- E. ultima Dall'Asta, 1983
- E. umbrensis (Bethune-Baker, 1913)
- E. unicolora Dall'Asta, 1983
- E. vuattouxi Dall'Asta, 1983